# Max Müller (Verleger)

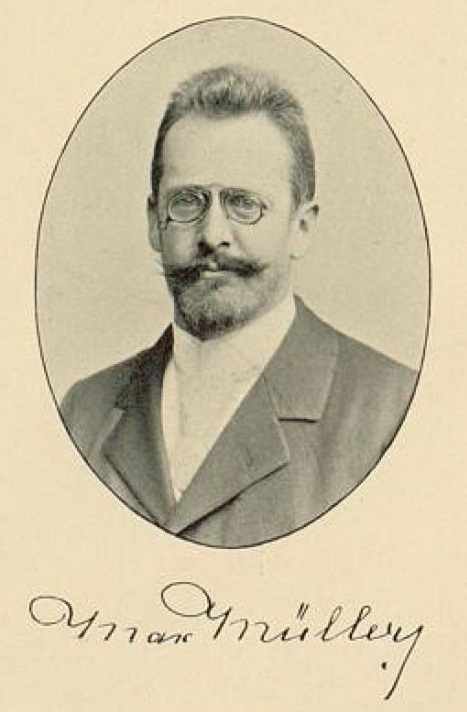
Max Müller

Max Müller (* 10. Juli 1849 in Karlsruhe; † 19. Mai 1910 ebenda) war ein deutscher Verleger in Karlsruhe und ein Enkel des Verlagsgründers Christian Friedrich Müller.

## Leben und Wirken
Max Müller am 10. Juli 1849 in Karlsruhe geboren, war das einzige Kind, das aus der Ehe seines Vaters Wilhelm Müller mit Wilhelmine Fecht am Leben blieb. Am 1. Oktober 1866 trat Max Müller in das väterliche Geschäft C.F. Müller Verlag ein. Nach seiner schulischen Ausbildung bereiste er die Welt, um sein Wissen zu erweitern und sich für seine spätere Stellung in seinem Beruf zu rüsten. Aus dem Hörsaal der Berliner Universität war er, wie so viele seiner Kommilitonen, in jugendlicher Begeisterung zu den Waffen geeilt, als das Vaterland im Jahr 1870 zum Deutsch-Französischen Krieg rief. Am 20. Juli trat er bei dem Artillerie-Regiment in Karlsruhe ein und wurde bereits am 20. August unter die Kämpfer, die vor Straßburg lagen, eingereiht. Ende Januar 1871 erkrankte er nach der dreitägigen Schlacht bei Belfort an Typhus und musste in das Elternhaus zurücktransportiert werden. Nach monatelangem Krankendasein gesundete er wieder, worauf er sich nach England begab, und auf dem deutschen Konsulat in Portsmouth eine Stellung annahm. Von England wandte er sich nach Frankfurt am Main und Leipzig, um dort seine Ausbildung in den technischen Geschäftszweigen abzuschließen.
Ein entscheidender Augenblick in seinem Leben trat am 1. Juli 1878 ein, als er von seinem Vater als Teilhaber in das elterliche Geschäft aufgenommen wurde. Am 28. September 1875 heiratete Max Müller eine Klara Fecht aus Karlsruhe. Schon Anfang der 1880er Jahre überließ Wilhelm Müller seinem Sohn fast ausschließlich die Leitung des gesamten Unternehmens und als dieser am 23. Juli 1890 das Zeitliche segnete, übernahm Max Müller die Firma, die er in weitsichtiger und geschäftskundiger Leitung zu einer bedeutenden Größe ausbaute.
Am 24. April 1894 wurde Max Müller von Seiner Königlichen Hoheit dem Großherzog Friedrich durch die Verleihung des Ritterkreuzes erster Klasse vom Zähringer Löwen-Orden ausgezeichnet. Im Jahre 1897, anlässlich des 100-jährigen Geschäftsjubiläums, wurde dem Chef der Firma eine weitere Auszeichnung durch die Verleihung des Kommerzienrat-Titels zu teil.
Bis zum Anfang März 1909 war Kommerzienrat Max Müller die Seele seines Geschäftes, dann aber erkrankte der pflichtbewusste Mann. Als sich sein Gesundheitszustand im Herbst 1909 wieder gebessert hatte, da gab es Hoffnung den Chef bald wieder an seinem altgewohnten Platz zu sehen. Es kam aber anders, am Donnerstag, den 19. Mai 1910 frühmorgens um 3 Uhr, schloss er für immer seine Augen. Die Firma wurde von dem Verwandten Hermann Fecht, einem Neffen von Max Müller, weitergeführt.

## Ehrungen
- Am 24. April 1894 wurde Max Müller von Seiner Königlichen Hoheit dem Großherzog Friedrich durch die Verleihung des Ritterkreuzes erster Klasse vom Zähringer Löwen-Orden ausgezeichnet.
- 1897: Kommerzienrat

## Veröffentlichungen (Briefe)
- C.-F.-Müllersche Hofbuchhandlung an, 1878. Dez. 10.
- C.-F.-Müllersche Hofbuchhandlung an, 1888. II. 15.
- C.-F.-Müllersche Hofbuchhandlung an, 1894. VII. 1.
- C.-F.-Müllersche Hofbuchhandlung an, 1910. VII. 14.
- 100 Jahre Chr. Fr. Müller’sche Hofbuchhandlung 1797 - Karlsruhe 1897, hrsg. von Max Müller, Karlsruhe 1897, 40 Seiten mit Anhang.

## Nachrufe
- Kommerzienrat Max Müller: Karlsruher Tagblatt, 20. Mai 1910, Nr. 137, Drittes Blatt.